# François-Hubert Drouais
François-Hubert Drouais (Parijs, 14 december 1727 - aldaar, 21 oktober 1775) was een Franse schilder.
François-Hubert Drouais ging eerst in de leer bij zijn vader, de miniaturist Hubert Drouais. Later werd hij leerling van Charles André van Loo, hofschilder van koning Lodewijk XV en lid van de Académie royale de peinture et de sculpture. Drouais specialiseerde zich in portretten, van vrouwen en vooral van kinderen. Hij plaatste zijn onderwerpen vaak in een pastoraal decor. Hij kreeg erkenning aan het Franse hof en was de favoriete schilder van Madame du Barry.

## Werken (selectie)
- Le comte d'Artois et madame Clothilde, Versailles
- Le comte et le chevalier de Choiseul en Savoyards

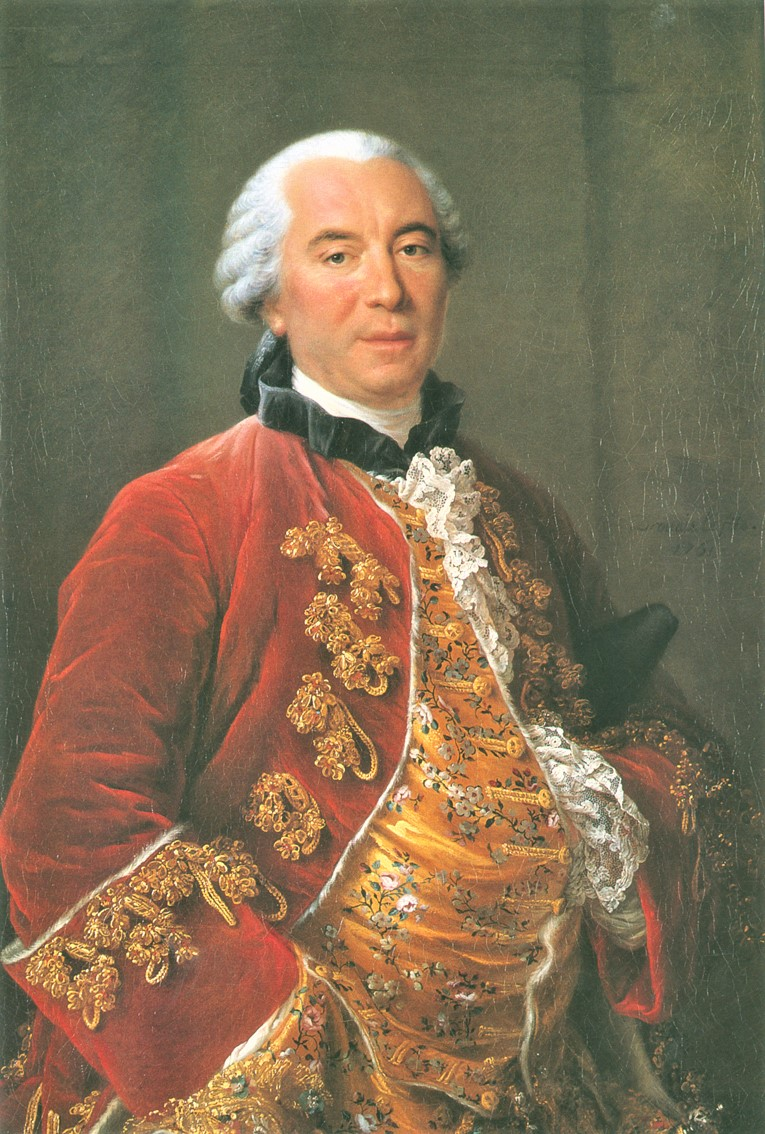
Portret van Georges-Louis Leclerc de Buffon, 1753, Musée Buffon, Montbard
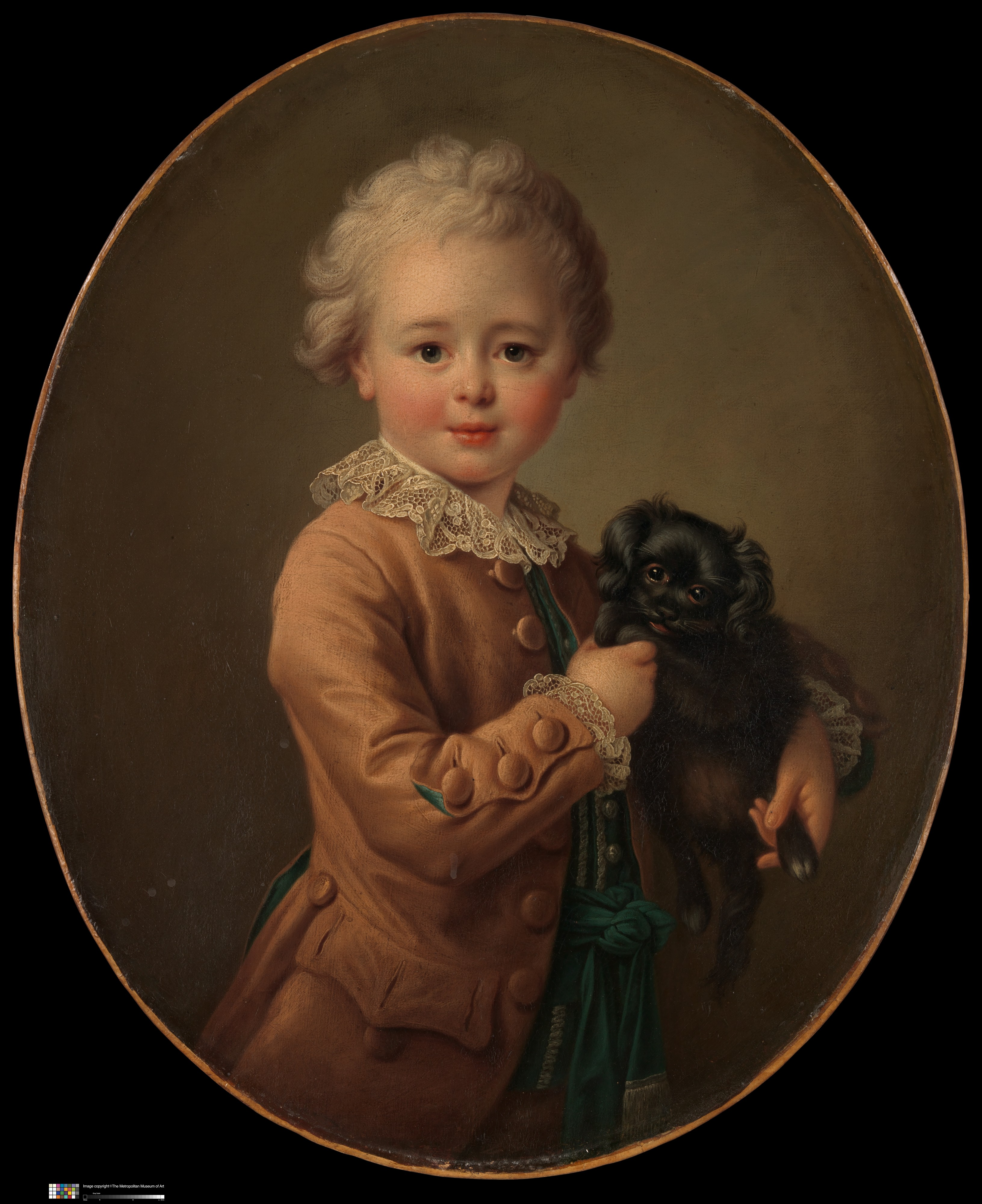
Jongen met een zwarte spaniel, ca. 1767, Metropolitan Museum of Art, New York
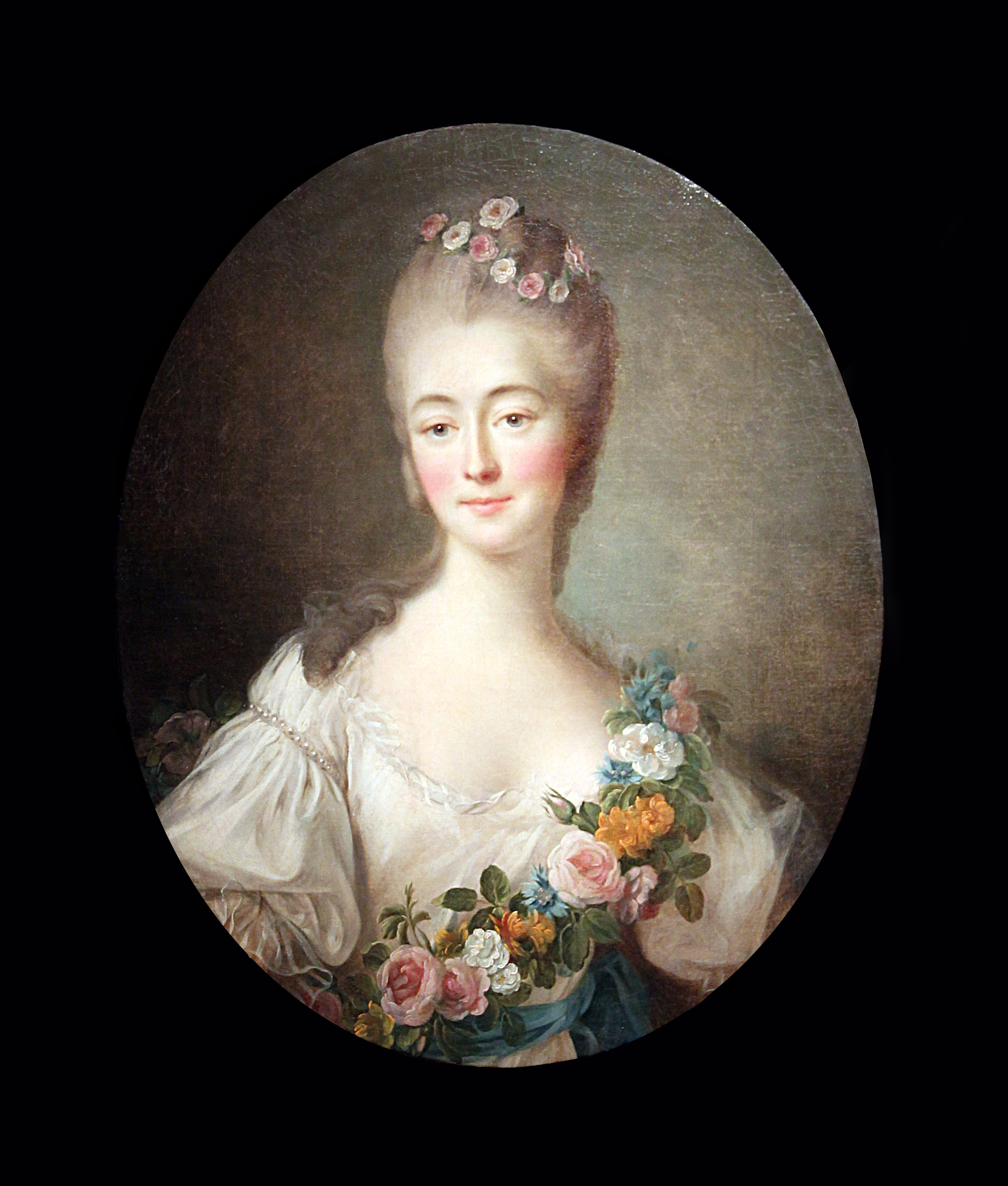
Portret van Madame du Barry, 1769, Versailles

- Biblioteca Nacional de España: XX1450023
- Bibliothèque nationale de France: cb14644897z (data)
- Stuttgart Database of Scientific Illustrators 1450–1950: 976
- Gemeinsame Normdatei: 12324272X
- International Standard Name Identifier: 0000 0000 6636 5054
- KulturNav: 10c76d85-7841-4680-b54e-b1270882ec8b
- Library of Congress Control Number: n97860455
- MusicBrainz: 09b55970-a139-4135-8c6c-6d9d1cf28762
- National Gallery of Victoria: 935
- Nationale Bibliotheek van Tsjechië: xx0310941
- Nationale Bibliotheek van Israël: 987007604971205171
- RKD-Nederlands Instituut voor Kunstgeschiedenis: 24320
- SNAC: w638150z
- Système universitaire de documentation: 118615211
- Union List of Artist Names: 500115441
- Virtual International Authority File: 34715058
- WorldCat: E39PBJj4vdGRfVmcfgBfgjfcyd